# 레임 (이스라엘)

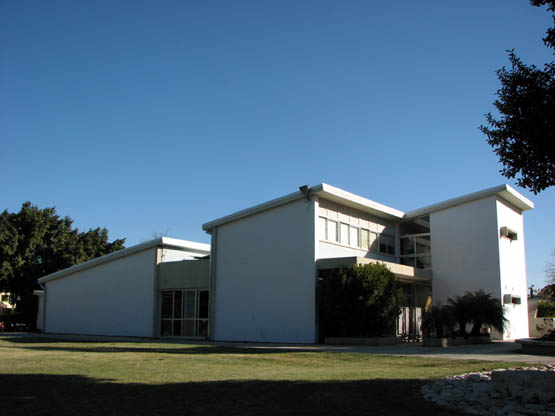
레임 공동식당

레임(히브리어: רֵעִים, 영어: Re'im)은 이스라엘 남부구의 세속적 키부츠이자 가자 지구 인근 마을 중 하나다. 2022에는 인구가 422이었다. 
2023년 10월 7일에 이스라엘에 대한 대규모 침공의 일환으로 레임 근처 야외 음악 축제가 하마스의 공격을 받았다. 수백 명이 사망하고 많은 시신과 차량이 불에 탔다.

## 역사
키부츠는 1949년 전 팔마흐 회원들에 의해 설립되었다. 레임이라는 이름은 1948년 아랍-이스라엘 전쟁에서 사망한 가린의 구성원들을 기리기 위해 지어졌다. '친구'를 의미하는 이름은 그들을 상징하기 위해 잠언 (18:24)에서 따왔다.
2023년 10월 7일에 레임는 하마스의 공격을 받았다. 수십 명의 이스라엘 사상자가 이 지역에서 보고되었다. 같은 날 키부츠 운동장에서 음악 축제가 열렸다. 하마스는 군중을 향해 무차별 총격을 가해 수백 명이 사망하고 많은 사람들이 다치거나 인질로 잡혔다. 공격에서 살아남은 사람들은 네게브 강 남쪽의 항구 도시인 에일랏으로 대피한 후 텔아비브로 이주했다.

## 경제
키부츠의 생계는 농업( 과수원과 밭작물)과 가축(양장, 닭장)에 의존하다. 키부츠에는 또한 두 개의 산업 공장이 있다: 하나는 레이저 빔으로 금속을 가공하는 공장이고 다른 하나는 판지 산업을 위한 블랭크 생산을 다루다. 키부츠에는 베두인 숙박 텐트를 포함하여 사업을 할 수 있는 공간도 있다.
가자 지구 인근 마을 중 하나이기 때문에 2022년 기준 소득세법 제11조에 따라 주민들에게 소득세 혜택을 제공하고 있다

## 같이 보기
- 이스라엘-하마스 전쟁
  - 스데로트
  - 지킴
  - 네티브 하아사라 학살
- 크파르아자 학살